# Veronika Mikulášková
Veronika Mikulášková (* 16. Oktober 2000 in Olmütz) ist eine tschechische Handballspielerin.

## Karriere

### Im Verein
Veronika Mikulášková spielt in Tschechien für DHK Baník Most. Mit Most konnte sie mehrfach die tschechische Meisterschaft gewinnen.

### In Auswahlmannschaften
Ihr Debüt für die tschechische Nationalmannschaft gab sie im September 2018 gegen die Slowakei. Ihre erste große Turnierteilnahme war die Europameisterschaft 2018, wo sie mit Tschechien den 15. Platz belegte. Weiter nahm sie mit Tschechien an der Europameisterschaft 2020 teil und belegte den 15. Platz. Anfang Dezember 2021 stand sie im Kader für die Weltmeisterschaft 2021, wo sie mit Tschechien den 19. Platz belegte. Im Turnier erzielte sie zwei Tore in 6 Spielen.